# Одиннадцатый час (Доктор Кто)
«Одиннадцатый час» (англ. The Eleventh Hour, МФА: [ðə ɪˈlev.(ə)nθ aʊə(ɹ)]), также известная как «В последний момент» — первая серия пятого сезона британского научно-фантастического сериала «Доктор Кто». Премьера эпизода состоялась 3 апреля 2010 года на британских телеканалах «BBC One» и «BBC HD». Эту и последующие серии создала новая съёмочная группа. Сценарий истории написал Стивен Моффат, дебютировавший в качестве главного автора и исполнительного продюсера сериала. Режиссёр серии — Адам Смит, присоединившийся к съёмочной группе лишь в 5-м сезоне. Обновился актёрский состав — в первую очередь на экранах появился сыгравший одиннадцатого Доктора Мэтт Смит. Серия снималась в конце 2009 года.
Путешественник во времени и пространстве Доктор (Мэтт Смит) обещал маленькой Амелии Понд (Кейтлин Блэквуд) вернуться через 5 минут, но по ошибке сделал это через 12 лет, когда девочка уже стала девушкой (Карен Гиллан). С ней и её парнем Рори Уильямсом (Артур Дарвилл) Доктор без привычных технических приспособлений должен спасти за 20 минут Землю, которой угрожают пришельцы Атракси, требующие выдать им сбежавшего из-под стражи Заключённого Ноль. В серии впервые появляются трещины в пространстве и времени, упоминаются Пандорика и Тишина — сюжетные арки 5 сезона.
В день премьеры серию посмотрело 10,08 миллиона телезрителей. Эпизод получил индекс оценки (AI) 86 («отлично»). Впоследствии серия вместе с другими эпизодами сезона вышла на DVD и Blu-ray.

## Предыстория
Доктор — путешественник в пространстве и времени. Выглядит как человек, но относится к расе Повелителей Времени с планеты Галлифрей. Повелители Времени обладают способностью регенерировать (перерождаться) по мере попадания в смертельные ситуации. В результате регенерации Повелитель Времени полностью меняет свою внешность и частично — характер. Доктор — последний Повелитель Времени. Лишённый своего дома, он спасает другие миры, в том числе и человечество. В качестве способа передвижения Доктор использует ТАРДИС (англ. TARDIS — Time And Relative Dimension(s) In Space) — живую машину времени и одновременно космический корабль, выглядящую как английская синяя полицейская будка из 1960-х годов, но вмещающую в себя гораздо больше, чем кажется («она больше внутри, чем снаружи»). В качестве подручного инструмента для осуществления мелких операций с предметами (запирание-отпирание замков, починка приборов, сканирование чего-либо и т. п.) им применяется звуковая отвёртка. Доктор обладает интеллектом, превосходящим человеческий.
25 декабря 2009 и 1 января 2010 года были показаны две части рождественского специального выпуска «Доктора Кто» под названием «Конец времени». В силу сложившихся обстоятельств (получена большая доза радиации, несовместимая с жизнью) десятый Доктор регенерирует, и на свет появляется одиннадцатый Доктор. События серии происходят сразу после истории «Конец времени».

## Сюжет
Только что регенерировавший одиннадцатый Доктор летит в терпящей крушение ТАРДИС в небе над ночным Лондоном и падает на Землю в 1996 году в английской деревне Лидворт около дома девочки по имени Амелия Понд. Перерождение Доктора не закончилось, он адаптируется к своему новому телу. В спальне Амелии Доктор обнаруживает трещину во времени и пространстве. Оттуда доносятся голоса, слышится предупреждение: «Заключённый Ноль сбежал!» Доктору удаётся закрыть трещину, он спешит к неисправной ТАРДИС, но обещает Амелии вернуться через 5 минут.
Наутро Доктор возвращается. К тому же он догадался — Заключённый Ноль сбежал в дом Эми через трещину и прятался в одной из комнат, скрытой фильтром восприятия. В доме его встречает взрослая девушка. По своей глупости девушка заходит в комнату и, вопреки рекомендациям Доктора не искать контакта с Заключённым Ноль, всё-таки видит его настоящую змееподобную сущность. Атракси (те, от кого сбежал Заключённый Ноль) предупреждают, что сожгут «дом землян», если Заключённый Ноль не будет им выдан. Попутно выясняется, что на дворе 2008 год (прошло 12 лет) и эта девушка — повзрослевшая Амелия, теперь Эми Понд. Заключённый Ноль — многоформа, инопланетное существо, способное принять облик человека, с которым находилось в контакте продолжительный период времени.
Тем временем медицинский брат местной больницы Рори Уильямс стремится поделиться своими наблюдениями — ходящими как ни в чём не бывало коматозниками из его больницы — со своей начальницей, врачом. Последняя не верит медбрату, ведь все больные лежат по палатам; Рори получает принудительный отгул.
Доктор догадывается, что под словосочетанием «дом землян» подразумевается вся планета Земля, а не один только дом Амелии. Атракси распространяют свой сигнал по всей планете. Доктор вычисляет, что у него есть только 20 минут для спасения Земли — без ремонтирующейся ТАРДИС и сгоревшей звуковой отвёртки. Небо становится багровым — Землю накрыли щитом для предстоящего испепеления, и, стоя среди толпы ни о чём не подозревающих, фотографирующих потемневшее небо людей, Доктор замечает лишь одного, фотографирующего что-то другое, и этот человек — Рори Уильямс, снимающий на камеру мобильного телефона Заключённого Ноль в новом обличье. Рори и Эми оказываются парой, а у Доктора рождается план — он выхватывает у Рори телефон, посылает парочку в больницу к коматозникам, а сам вламывается в дом миссис Анжело, подключается при помощи ноутбука Джеффа (внук миссис Анжело) к секретной международной конференции (ситуационного центра), одним из участников которой является Патрик Мур. Доктор создаёт на мобильном телефоне Рори компьютерный вирус и, доказывая свою компетентность участникам конференции, просит распространить этот вирус на все возможные счётчики на планете.
В больнице Эми и Рори загнаны в угол очередным воплощением Заключённого Ноль. На помощь приходит Доктор, забравшийся на третий этаж здания с помощью лестницы пожарной машины. Наступает 12 часов дня, и все счётчики на Земле обнуляются. Это подстроено Доктором специально — Атракси воспримут это как подсказку и проследят источник сигнала, идущий как раз от телефона Рори в руках Доктора. Атракси понимают этот намёк и прибывают в Лидворт, однако пока Заключённый находится в форме человека, Атракси его не распознают. Но и тут Доктор находит выход — он отправляет фотографии всех «ходячих» коматозников Атракси, которые сделал Рори, тем самым выдавая человеческие обличья многоформы. Но Заключённый Ноль не хочет сдаваться — он принимает новую форму, на интеграцию с которой у него ушли годы. Стоящая на заднем плане Эми падает без сознания, однако многоформа превращается не в неё сегодняшнюю, а в неё маленькую и Доктора в лохмотьях. Но последний знает, как бороться и в этом случае: Доктор просит Эми вспомнить настоящий облик Заключённого Ноль, который она увидела в забытой комнате в своём доме. Многоформа возвращается к своему настоящему виду, восклицает: «Пандорика открывается! Тишина наступит!» (англ. «Pandorica opens! The Silence will fall!»). Атракси забирают Заключённого. Планета спасена.
Однако Доктор вызывает Атракси обратно, попутно подбирая в раздевалке больницы новую одежду. Доктор выходит на крышу больницы и «отчитывает» Атракси, ведь согласно 57-й статье Прокламации Теней Земля — планета 5-го уровня, её население даже не знает о существовании иных цивилизаций за пределами родного мира, а Атракси чуть не спалили её. Конечно, хорошо, что они ушли, но лучше, чтобы они вообще сюда не возвращались. Выслушав речь и просканировав историю земли, Атракси видят, что любое вторжение пришельцев (киберлюдей, далеков, сонтаранцев, ракносс и других) заканчивается неудачей из-за Доктора, и улетают восвояси. Доктор спешит к преобразившейся ТАРДИС и тоже улетает.
Ночь. Рядом с домом Эми приземляется ТАРДИС. Эми выбегает из дома в ночной рубашке. Доктор приглашает Эми отправиться с ним в путешествие в качестве спутника. Оказывается, с момента их последней встречи прошло для Эми 2 года, а для Доктора 5 минут — действие перенеслось в 2010 год. Эми соглашается и присоединяется к Доктору. ТАРДИС улетает.
В комнате Эми висит свадебное платье.

### Связь ссюжетными аркамисериала
Трещины в пространстве и времени, а также «Пандорика открывается» — сюжетные арки 5 сезона. Впервые появившаяся именно в «Одиннадцатом часе» интрига относительно этого лейтмотива нагнетается на протяжении всего сезона (изогнутые трещины появляются практически в каждой серии, в особенности в арке «Время ангелов»/«Плоть и камень») и разрешается в финале сезона — «Пандорика открывается»/«Большой взрыв». В частности, в «Одиннадцатом часе» в последней сцене на устройстве в ТАРДИС проявилась трещина, аналогичная по форме находившейся в комнате Амелии Понд. Именно через трещину в Лидворт сбежал Заключённый Ноль, но, как выяснилось позже, проделал её не он, а взрывающаяся в день свадьбы Эми и Рори ТАРДИС. В начале апреля 2010 года критика в прессе не выражала симпатий или антипатий по поводу вводимой в эпизоде арки, но, как было неоднократно отмечено, тема трещин ещё на уровне первой серии была признана интригующей
Последняя сцена «Одиннадцатого часа» происходит в ночь перед свадьбой Эми и Рори. Доктор и Эми посещают дом последней в последние минуты ночи перед свадьбой в конце эпизода «Плоть и камень». Мальчишник был показан в серии «Вампиры Венеции», а сама свадьба — в финале сезона, эпизоде «Большой взрыв». Последний имеет много общего с «Одиннадцатым часом». Серии начинаются с одной и той же сцены «таинственного» сада, Амелии Понд, молящейся на Пасху. Разница в том, что истории описывают один и тот же день, 26 июня 2010, однако «Одиннадцатый час» излагает первоначальную версию событий, тогда как «Большой взрыв» — ход истории, искажённый случившимся в 12-й серии сезона «Пандорика открывается» взрывом ТАРДИС. С сюжетной зависимостью первого и последнего эпизодов сезона связывалась одна из загадок сериала — пруд для уток, в котором нет уток, в Лидворте. По сюжету, Доктор обращает внимание на отсутствие уток в предназначенном для них пруде, подчёркивая «странность» места, в котором жила Эми. Подразумевается, что утки, как и родители Эми, — «жертвы» трещины в пространстве и времени, постепенно стиравшей жизнь Амелии. И если родители персонажа в конце концов вернулись в результате перезапуска вселенной, то уток финал сезона не касался, что путало телезрителей и фанатов сериала. В июне 2012 года в «Doctor Who Magazine» автор сценария к серии Стивен Моффат заявил о том, что изначально предполагалось показать уток и в финале сезона:

Эта задумка была у меня с самого начала: уток, как и родителей Эми, засосало через трещину во времени. В качестве завершения истории в финальной серии ТАРДИС должна была дематериализоваться на фоне пруда со счастливыми утками. <...> Однако в последний момент нам пришлось перенести сцену на задний двор Эми, и задумка с утками никогда так и не воплотилась.— Стивен Моффат, «Doctor Who Magazine»
В серии в первый раз упоминается выражение «Тишина наступит!». Тишина — часть неоконченной сюжетной арки 5 и 6 сезонов. На данный момент (до выхода 7-го сезона) известно, что под словом «тишина» предполагается тишина Доктора после его смерти в эпизоде «Невозможный астронавт».

### Связь с другими сериями
- В ходе адаптации Доктор ищет на кухне Амелии лакомство по душе и останавливается на «рыбных палочках и заварном креме» (англ. Fish fingers and custard или просто англ. Fish custard). В дальнейшем это словосочетание не раз использовалось в сериале в качестве отсылки к моменту первой встречи Доктора и маленькой Эми, то есть как к чему-то очень важному. Именно этим клялась, тем самым подтверждая осознанность сказанного, Эми в эпизоде «Невозможный астронавт» 6-го сезона. Именно эти слова, сказанные ТАРДИС в виде голограммы маленькой Амелии, дали Доктору силы бороться в серии «Давай убьём Гитлера» того же сезона. Кроме того, словосочетание англ. fish custard было использовано Мюреем Голдом в качестве названия одной из музыкальных дорожек саундтрека серии[13]➤.
- Новые интерьеры нравятся Доктору, он ошеломлённо замечает: «Секси!» (англ. «Sexy!») В рассматриваемой серии Доктор впервые воспользовался эпитетом «секси» по отношению к ТАРДИС. В серии «Жена Доктора» 6-го сезона Доктор именно так обращался к ТАРДИС в человеческом теле. Впоследствии этот эпитет стал использоваться по отношению к ТАРДИС регулярно.
- Серия содержит отсылки к более ранним работам Стивена Моффата в «Докторе Кто». В финальной сцене эпизода Одиннадцатый Доктор открывает ТАРДИС щелчком пальцев ровно так же, как Десятому Доктору показала Ривер Сонг в серии «Тишина в библиотеке»/«Лес мертвецов» 4-го сезона, ссылаясь на Доктора «в будущем». Изучая стену в комнате Амелии Понд, Доктор произносит специфичные фразы: англ. «Wibbley wobbley, timey wimey», впервые озвученную Десятым Доктором в серии «Не моргай» 3-го сезона, и «у тебя тут ковбои орудовали» (англ. «you had some cowboys in here»), использованную Доктором в истории «Девушка в камине» 2-го сезона.
- За 3 сезона, отыгранные Мэттом Смитом, внешний облик Доктора с точки зрения одежды, определённый в этой серии, концептуально не менялся, но варьировался. Постоянным элементом гардероба стал галстук-бабочка, а восклицание «Бабочки — это круто!» (англ. «Bow-ties are cool!») повторяется из серии в серию. По информации издания «The Daily Telegraph», после выхода серии в британских магазинах резко (на 94 %) увеличился спрос на бабочки[14].
- События, происходившие с Эми, Рори, а также их подругой Мэлс в Лидворте в период с 1996 по 2008 год, вкратце описываются в серии «Давай убьём Гитлера» 6-го сезона.
- Прокламация теней — межгалактическая полиция, впервые появившаяся в серии «Украденная Земля».
- В эпизоде «Хороший человек идёт на войну» события серии пересказываются солдатами-клериками, воюющими с Доктором, в качестве мифа или легенды о непобедимом, по их мнению, человеке.

## Производство
Производственный код серии — 1.1. Первой цифрой, обозначающей номер сезона, является «1», несмотря на то, что сезон был выпущен как пятый. Дело в том, что Стивен Моффат изначально хотел начать нумерацию сезонов заново.

### Написание сценария
Сад Амелии. На экране появляется большой сказочный сад, заросший и немного зловещий, старый сарай, затем — дом Амелии (он, как и сад, обветшал), вполне обычный, но отчасти жуткий.
 — Дорогой Санта! Спасибо за рыбку, кукол и карандаши! Сейчас Пасха, и надеюсь, я не разбудила тебя, но, если честно, это срочно.
Серия стала дебютом Стивена Моффата в качестве главного автора и исполнительного продюсера, хотя он и ранее писал сценарии для сериала. В аудикомментарии к серии на DVD Моффат заявил, что сценарий для «Одиннадцатого часа» — самый сложный, какой ему когда-либо приходилось писать. Причиной тому, по словам автора, была необходимость ввести нового Доктора и новую спутницу, убедить зрителей в том, что шоу хоть и обновилось, но остаётся верным своим лучшим традициям, и уместить всё это в рамки энергичного, стремительно развивающегося сюжета.
Название серии (англ. The Eleventh Hour) представляет собой игру слов. С одной стороны, оно содержит известную в британской культуре идиому, обозначающую самый последний момент, последнюю возможность сделать что-либо, и, по-видимому, является отсылкой к сюжету серии, в которой развязка наступает действительно в самый последний момент. С другой — это отсылка к введению в сериал одиннадцатого Доктора. Один из русских переводов названия эпизода — «В последний момент».
В 2006 году Моффат написал короткий рассказ «В уголке глаза» для Десятого Доктора, в котором описан схожий с Заключённым Ноль персонаж.
Работа над сценарием первого эпизода нового сезона началась в январе 2008 года — то есть ещё до того, как Рассел Т. Дейвис закончил написание последней серии с участием десятого Доктора. Стивен Моффат хотел создать историю, сильно отличающуюся от первой серии с Дэвидом Теннантом — спецвыпуска «Рождественское вторжение» 2005 года. Регенерация десятого Доктора проходила тяжело, он впал в регенеративную кому, а помогали ему уже известные персонажи сериала — Роза, Джекки и Микки. Моффат же не хотел включать в сюжет ни одного знакомого Доктору человека и желал ввести совершенно новых персонажей, чтобы привлечь новую аудиторию. В итоге одиннадцатый Доктор вместо того, чтобы отдохнуть, был вынужден спасти мир за 20 минут. Сценарий «Одиннадцатого часа» был подготовлен ещё до окончания кастинга на роль одиннадцатого Доктора. По воспоминаниям Стивена Моффата, люди ругали его за то, насколько сильно он изменил первую историю сезона под присоединившегося к работе Мэтта Смита. Главный сценарист, однако, отметил, что «нисколько не изменил сценарий эпизода».
Посчитав, что в «Докторе Кто» слишком много событий, происходящих в Лондоне, Моффат придумал маленькую деревню Лидворт близ Глостера. Почти все предыдущие спутники Доктора в возрождённом сериале — Роза Тайлер, Марта Джонс, Донна Ноубл, Микки Смит — родом из Лондона, а потому провинциальное происхождение Эми Понд прибавит интереса. На протяжении эпизода Доктор появляется «спорадически». По ходу развития новой, одиннадцатой по счёту личности персонаж постепенно привыкает к своему новому телу и вкусам. Исполнительный продюсер сериала Бет Уиллис отметила, что Доктор окончательно сформировался в тот момент, когда в конце серии надел свою новую одежду. Моффат объяснил свой замысел. После 12 лет ожидания Эми уже не та, что раньше. По словам автора, она стала «жёстче», «недоверчивой» и даже «циничной», так как Доктор дал слово, но не выполнил обещания, а потом общество заставило согласиться с тем, что Доктор — всего лишь воображаемый друг. Стивен подчеркнул, что Рори любит Эми, в то время как последняя должна добиться кое-чего в жизни, чтобы полюбить его. Сценарист описал персонажа как «росшего в тени» воображаемого друга Эми.
На идею трещин в пространстве и времени — сюжетной арки 5-го сезона, берущей начало в «Одиннадцатом часе», — Стивена Моффата вдохновила трещина в стене в спальне его сына.
По первоначальному замыслу Доктор должен был встретиться с юной Амелией у пруда для уток прежде, чем он воссоединится со взрослой Эми. Позже Моффат сделал так, чтобы серия начиналась непосредственно с того места, на котором завершился «Конец времени», — ТАРДИС разрушается из-за регенерации, Доктор летит, вываливается за дверь и падает на землю вместе с будкой. Первый вариант серии начинался сценой в саду Амелии, где уже упала ТАРДИС, но создание правильной открывающей сцены для нового Доктора было важной задачей, потому Моффат решил связать первую и последнюю серии. Моффат назвал идею начать серию, основное действие которой происходит в маленькой английской деревушке, с крушения ТАРДИС над огромным городом «забавной». На сцену на кухне маленькой Амелии Понд, когда Доктор отвергает все предлагаемые ему продукты за исключением рыбных палочек с заварным кремом, сценариста вдохновило творчество Алана Милна. В его книге «Винни-Пух» новый персонаж — Тигра — также пробует разную пищу, пока не останавливается на рыбьем жире.
17 сентября 2010 года был издан съёмочный сценарий серии. Позже (22 и 24 сентября) в текст был внесён ряд поправок, касающихся сцен с Эми и Рори в больнице, Доктора с Джеффом, появления изображений всех Докторов перед Атракси на крыше госпиталя и последней сцены с Эми в 2010 году.

### Подбор актёров
- Мэтт Смит сыграл одиннадцатого Доктора. «Одиннадцатый час» — это его второе появление в сериале в главной роли (первое — вторая часть «Конца времени») и первый полностью отыгранный эпизод. О том, что Мэтт Смит был выбран на роль Доктора, стало известно 3 января 2009 года в программе «BBC Breakfast[англ.]»[31]. Он заменил Дэвида Теннанта, ранее ушедшего из сериала. Примечательно, что до получения роли Смит ни разу не смотрел телесериал[32].

Мэтта выделяет то, что он, к удивлению, никогда не смотрел шоу, но при этом его интонации безупречны. Он понял эту роль. Он заразился лёгкостью, юмором, ненормальностью. Мгновенно. Это был очевидный выбор.— Стивен Моффат о кастинге Смита, «Доктор Кто: Конфиденциально», эпизод «Зовите меня Доктор»
- Карен Гиллан выступила в роли Эми Понд. Кастинг на роль первого компаньона Одиннадцатого Доктора проходил в мае 2009 года[33]. Как и Мэтт Смит, Карен также не смотрела сериал до успешного прохождения кастинга[34]. Впервые Гиллан появилась в «Докторе Кто» в 2008 году в серии «Огни Помпеи» 4-го сезона в качестве одной из прорицательниц (второстепенная роль)[35].
- Кейтлин Блэквуд, играющая маленькую Амелию Понд, является кузиной Карен Гиллан. Команда столкнулась с трудностями в поиске рыжеволосой актрисы на роль маленькой Амелии, которая помимо цвета волос должна иметь и схожий шотландский акцент. Наконец, Карен Гиллан предложила свою девятилетнюю кузину, и хотя до этого они никогда не виделись, она была уверена, что её сестра подходит для роли[33]. Сама Кейтлин, не имеющая никакого актёрского опыта, успешно прошла прослушивание и получила роль. Карен и Кейтлин впервые встретились только на первой коллективной отчитке эпизода[36].
- Артур Дарвилл сыграл Рори Уильямса. Прежде он работал с Мэттом Смитом в театральной версии фильма «Среди акул» и режиссёром серии Адамом Смитом в шоу «Крошка Доррит»[19]. Персонаж Артура (Рори Уильямс) чрезвычайно важен для сериала, поскольку его предполагалось ввести уже в 6-м сезоне в качестве постоянного спутника Доктора. В течение августа 2010 года актёр появлялся на кастинге в Эдинбурге. Артуру прислали сжатые описания трёх сцен эпизодов — двух из «Одиннадцатого часа» и одной из «Вампиров Венеции». Тем не менее из этих описаний были удалены всякие намёки на сюжет серий.

Я знал, что персонажа звали Рори. И всё.— Артур Дарвил, в интервью «Doctor Who Magazine»
 Кандидатура Дарвилла очень понравилась Стивену Моффату, назвавшему Артура «очень смешным».

### Съёмочный период
Читка сценария к эпизоду проходила в сентябре 2009 года. Несмотря на то, что «Одиннадцатый час» — первая серия пятого сезона, к её съёмкам приступили только в ходе 3-го производственного блока. На тот момент отсняли уже 4 эпизода (со 2-й по 5-й): «Время ангелов», «Плоть и камень» (1-й производственный блок) и «Зверь снизу», «Победа далеков» (2-й производственный блок). До этого случая производство истории, открывающей сезон, проходило после съёмок другой серии лишь однажды — в вышедшем в 1982 году 19-м сезоне классического «Доктора Кто» Питер Дэвисон сыграл пятого Доктора сначала в арке «Четверо в Судный день», а потом уже в сюжетном начале сезона («Кастровальва»); впоследствии такое случилось лишь однажды, когда снималась первая история 7-го сезона «Изолятор далеков».
Серию режиссировал Адам Смит, который присоединился к «Доктору Кто» только в пятом сезоне, сняв до «Одиннадцатого часа» эпизоды «Время ангелов» / «Плоть и камень». Смита в этой задумке привлекли «блестящий сценарий» Стивена Моффата и перспектива работы с Мэттом Смитом, понравившимся Адаму своей игрой в театре. По словам самого режиссёра, несмотря на то, что продюсеры шоу были сторонниками преображения сериала, Смита попросили не вносить в атмосферу проекта кардинальных изменений. Тем не менее режиссёр ставил своей задачей снять «киногеничный» эпизод. Перед производством «Одиннадцатого часа» Адам Смит вдохновлялся фильмом «Инопланетянин» и работами Тима Бёртона. Широкой публике Адам известен участием в создании телевизионного шоу «Крошка Доррит», в котором работал с Артуром Дарвиллом, сыгравшим в «Одиннадцатом часе» одну из главных ролей — Рори Уильямса.
Съёмки начались 24 сентября 2009 года в студии «Upper Boat Studios» в павильоне 1+2 в Кардиффе со сцен в новой ТАРДИС. Съёмочный день длился с 9:00 до 20:00. Кроме того, в тот день досняли несколько моментов из эпизодов 1-го производственного блока. На следующий день там же снимались сцены в спальне Джеффа, где Доктор подключается к конференции, и куда позже был включён материал, отснятый с участием астронома Патрика Мура.
В качестве дома Амелии Понд как в этой серии, так и в финале сезона («Пандорика открывается»/«Большой взрыв») был выбран дом священника (англ. The Vicarage) в графстве Гвент. Съёмки там проходили в два этапа — 30 сентября и 8—15 октября. Внешние виды больницы, где работал Рори, а также вестибюль на первом этаже снимались 24 сентября (позже 16 и 19 октября проходили досъёмки) в больнице Святого Кадока, а также в Гвенте, тогда как съёмки сцен внутри (палаты, коридоры и т. д.) самой больницы (в том числе последней сцены с Заключённым Ноль) велись в госпитале Абертиллери в одноимённом городе в городе-графстве Блайнай-Гвент. 19 октября снималась сцена с Ниной Вадиа в роли доктора Рамсден. Кульминационную сцену на крыше больницы снимали на территории промзоны «Мамгилад Парк» 28 сентября (англ. Mamhilad Park) в городе Понтипул в городе-графстве Торвайн. Несколько кадров с Доктором за рулём пожарной машины снимались 18 ноября в студии Upper Boat.
Сцену, где Доктор выбирает еду по вкусу, но не может определиться, а потом останавливается на «рыбных палочках и заварном креме», отсняли лишь с 12-го раза. В действительности в производстве рыбные палочки не использовались — палочки были хлебными, с ароматом какао. Мэтт Смит отметил, что тогда ему пришлось съесть 14 таких палочек.
|                                                     |
|                                                     |
|                                                     |
| Фото- и видеоматериалы со съёмок серии в «Лидворте» |

#### Съёмки в Лландаффе
По сценарию действие эпизода проходит в английской деревне Лидворт (англ. Leadworth). На самом деле «Лидворт» — вымышленный населённый пункт. Соответствующие съёмки на природе производились в деревне Лландафф в черте Кардиффа 29 сентября, 5—7 октября и 20 ноября 2009 года. Сцены на улице (у пруда с утками без уток) снимались в зелёном сквере (англ. The Cathedral Green) в центре Лландаффа и у стен Лландаффского кафедрального собора. Дабы избежать ляпов, валлийскую деревню тщательно замаскировали под английскую вплоть до деталей. На время съёмок в Лландаффе появились собственные паб, почтовое отделение, пруд для уток, больница, книжный магазин и т. п. Были временно заменены таблички, вывески, на улице появилась палатка, в которой даже продавались открытки с видами «Лидворта». Деревню украсили фальшивыми цветами и множеством разнообразного реквизита — от велосипедов на каждом углу и статуэток с подарочными коробками у дверей госпиталя до английского флага посреди столицы Уэльса.
29 сентября прошли съёмки в кардиффском Белом доме; здесь снималась сцена в доме миссис Анжело и её внука Джеффа.
5 октября были сняты сцены в зелёном сквере в «Лидворте», собран фотоматериал для иллюстрации хода мыслей Доктора (сцена, когда последний обнаружил в сквере Рори и Заключённого Ноль).
6 и 7 октября отметились непогодой. 6-го велись съёмки очень сложной в техническом плане (много действий происходит одновременно) сцены, когда Доктор протягивает Эми яблоко, но та прищемляет его галстук дверью проезжающей мимо машины. «Мы были просто убиты этой погодой, — вспоминает Стивен Моффат в заметке в „Doctor Who Magazine“, № 418, — мы были вынуждены снимать в течение двух дней под проливным дождём».
7 октября также снимались сцены в зелёном сквере. Позже Мэтт Смит также поделился впечатлениями о съёмках в тот день в интервью «The Daily Telegraph»: «У нас была проблема с дождём. Предполагалась, что это будет идиллическая, солнечная деревня. Но, как видите, не вышло».
20 ноября в хорошую погоду были досняты сцены противостояния Доктора и Заключённого Ноль. В последних месяцах 2006 года в Лландаффе уже бывала съёмочная группа сериала: снимали сцены для истории «Человеческая природа»/«Семья крови» из третьего сезона обновлённого шоу. Позже в Лландафе, около кафедрального собора, снималась серия «Винсент и Доктор».

### Визуальные эффекты
В сцене с Заключённым Ноль в сквере в «Лидворте» старая звуковая отвёртка Доктора взрывается. Такой эффект достигается благодаря особому механизму, действующему в самой отвёртке за счёт искры. Искра активируется дистанционно. В нужный момент заведующий специальными эффектами Дэнни Харгривс удалённо запускал процесс, приёмник в костюме Мэтта Смита принимал сигнал и замыкалась цепь — электрический ток проходил по спрятанному в рукаве проводу до самой отвёртки, где провоцировал (благодаря смеси, известной как «чёрный порох», и титановым гранулам) появление искр. Вопреки слухам, по признанию Мэтта Смита, «взрыв» отвёртки его не ранил.
5 октября 2009 года были сделаны фотографии, которые позже, под руководством Энтони Дикенсона и Дэна Ловэ из «Partizan Lab», используя специальную компьютерную программу, были соединены в единый ряд по принципу кукольной анимации (только вместо кукол — живые люди). Этот приём использован для иллюстрации хода мыслей и направления Доктора в сцене, когда тот обнаруживает Заключённого Ноль посреди сквера в Лидворте. Чтобы сцена вышла более «органичной», человеческие фигуры искусственными техническими способами не фиксировались — актёры сами старались стоять смирно, в связи с чем неподвижность, оцепенение главных героев и случайных прохожих в кадре получилась несовершенной.
Открывающая серию сцена с Доктором, повисшим на краю терпящей крушение ТАРДИС, с ночным небом над Лондоном на заднем плане снималась в студии «Upper Boat Studios» в павильонах 1+2 и 6 в Кардиффе. Съёмки с Мэттом Смитом проходили на зелёном фоне — это технология «Green screen», позволяющая совмещать в одной композиции несколько изображений, видеорядов; позже режиссёр Адам Смит признал, что съёмки шли тяжело, было трудно в точности воплотить задуманное, поскольку львиная доля телодвижений Мэтта зависела от скомпилированных на компьютере изображений. Картины ночного Лондона были сняты 7 января 2010 года профессиональным высотным оператором с борта специального вертолёта. Практически каждый кадр в этой сцене содержит те или иные спецэффекты (в числе которых, например, и трёхмерные, «нарисованные» ТАРДИС и Доктор). Всеми визуальными эффектами эпизода занимался супервайзер Барни Курнов. Впоследствии (в ходе постпродакшна) были добавлены некоторые звуковые эффекты: музыкальный трек авторства Мюррея Голда, около 30 немузыкальных треков, соответствующих характерным шумам (треску, взрывам и т. д.), а также дорожки со стонами и криками Мэтта Смита. Динамичная музыка (трек «Down to Earth») направляет и определяет действия, происходящие на экране, тогда как звуки шумов им в точности соответствуют.

### Музыкальное сопровождение
Саундтрек к пятому сезону сериала сочинён композитором Мюрреем Голдом. В связи с переменами в сериале, музыкальное сопровождение существенно переосмысливается. Например, взамен использовавшихся ранее в качестве темы Доктора треков «The Doctor’s Theme» и «The Doctor Forever» появляются новые мелодии — «I Am the Doctor» и «The Mad Man with a Box». В саундтреке рассматриваемого эпизода фигурируют композиции, посвящённые детству Эми; трек «Little Amy» наряду с появившейся в следующей серии («Зверь внизу») «Amy’s Theme» является музыкальной темой персонажа.
Вышедший на лейбле «Silva Screen Records» саундтрек к пятому сезону («Doctor Who: Original Television Soundtrack - Series 5») содержит 11 треков из серии «Одиннадцатый час»: с 1-го по 11-й (диск 1).
 В дальнейшем используются как тема Доктора.
 Мелодии-отсылки к детству Эми.
- «Doctor Who XI» (рус. «Доктор Кто XI»; 1:04) — тема сериала «Доктор Кто» (а именно открывающих и закрывающих титров) с 2010 по 2012 год, впервые появившаяся в «Одиннадцатом часе». Третий вариант аранжировки оригинальной темы сериала. По словам Мюррея Голда, «Стивен Моффат хотел новую тему … я решил сделать её немножко безрассудной … трек получил большой пассаж медных духовых на первом плане и повышенный темп»[13].
- «Down to Earth» (рус. «Вниз на Землю»; 1:06) — используется в сцене падения ТАРДИС на землю. Мелодия взаимодействует с наложенными шумовыми немузыкальными дорожками, направляя и определяя действия, происходящие на экране[56].
- «Little Amy» (рус. «Маленькая Эми»; 1:45) — используется во многих сериях шоу. На основе «Little Amy» были созданы и другие треки 5-го и 6-го сезонов, например «Little Amy: The Apple».
- «Fish Custard» (рус. «Рыбный заварной крем»; 2:00) — звучит в сцене выбора Доктором еды по вкусу. Название заключает в себе отсылку к сюжету, согласно которому Доктор в поиске кулинарных предпочтений останавливается как раз на рыбных палочках с заварным кремом➤.
- «Can I Come With You?» (рус. «Могу ли я пойти с тобой?»; 1:38)
- «Little Amy: The Apple» (рус. «Маленькая Эми: Яблоко»; 1:12) — вариант трека «Little Amy».
- «The Sun’s Gone Wibbly» (рус. «Солнце побагровело»; 2:25) — содержит элемент композиции «I Am the Doctor».
- «Zero» (рус. «Ноль»; 1:42).
- «I Am the Doctor» (рус. «Я — Доктор»; 4:04) — используется в подавляющем большинстве серий проекта. Впервые полностью введена в сцене, где Доктор подбирает себе одежду и одновременно беседует с Атракси, так как, по словам композитора, именно там композиция «усилила» кульминацию. Мелодия стала темой Доктора.
- «The Mad Man with a Box» (рус. «Безумец с будкой»; 2:11) — используется во многих сериях проекта.
- «Amy in the TARDIS» рус. «Эми в ТАРДИС»; 4:18) — содержит элементы композиций «Little Amy», «Can I Come With You?» и «I Am The Doctor». Широко используется в музыкальном сопровождении сериала.

## Показ
Серия «Одиннадцатый час» была показана в субботу 3 апреля 2010 года, на католическую Пасху, на каналах «BBC One» и «BBC HD». О дне премьеры стало известно 19 марта от Стивена Моффата. Показ начался в 18:20 по Гринвичу и закончился в 19:25. На утро стало известно, что в тот вечер 3 апреля на BBC One и параллельно на BBC HD серию посмотрело около 8 миллионов человек. Впоследствии рейтинги были пересчитаны. Согласно окончательным данным, эпизод увидело 9,59 миллиона телезрителей на BBC One и 494 тысячи на BBC HD. Таким образом, в день премьеры серию посмотрело 10,08 миллиона британцев, что сделало «Одиннадцатый час» самой просматриваемой премьерой сезона после первой серии первого сезона («Роза») с момента возвращения «Доктора Кто» на телеэкраны в 2005 году. «Одиннадцатый час» был первой по популярности программой в день показа, второй на BBC One за всю неделю и четвёртой за всю неделю с учётом других каналов британского телевидения. По результатам премьерного показа эпизод получил индекс оценки (AI) 86 («отлично»).
4 апреля (в воскресенье) с 19:00 до 20:05 состоялся повтор «Одиннадцатого часа» на «BBC Three», который посмотрело 740 тысяч британцев и получил индекс оценки 82. Повтор в понедельник 5 апреля на «BBC HD», состоявшийся в период 22:20 — 23:25, собрал у экранов 400 тысяч телезрителей. Повтор в пятницу 9 апреля на «BBC Three» с 21:00 по 22:05 набрал 570 тысяч просмотров и получил индекс оценки 89.
Серия стала популярной также и в Интернете. За одну неделю онлайн-показа на интернет-канале «BBC iPlayer» видео эпизода набрало 1,27 миллиона просмотров, что стало рекордом. В итоге серия стала наиболее запрашиваемой в 2010 году, набрав в целом 2,2 миллиона просмотров, в связи с чем «Доктор Кто» стал на «iPlayer» самой просматриваемой программой года.

### Международный показ
В США серия впервые была показана спустя две недели после премьеры в Британии 17 апреля 2010 года на телеканале «BBC America». Серия установила рекорд канала — «Одиннадцатый час» посмотрело 1,2 миллиона телезрителей, из которых 0,9 миллиона составила аудитория в возрасте от 25 до 54 лет.
В Канаде эпизод показали тогда же на канале «Space».
В Австралии премьера серии состоялась 18 апреля 2010 года на канале ABC1, хотя возможность посмотреть эпизод на веб-ресурсе «iView», принадлежащем каналу, появилась двумя днями ранее — 16 апреля. Двухнедельная задержка произошла из-за того, что BBC потребовалось время для усечения выпуска передачи «Доктор Кто: Конфиденциально» до 15 минут. Полную версию программы длительностью в 45 минут не удалось уместить в сетку вещания ABC1. Тем не менее телеканал выкупил права на показ полной версии и разместил её на «iView».
В Новой Зеландии «Одиннадцатый час» был показан 2 мая 2010 года на Первом канале
Во Франции серия вышла 12 февраля 2011 года на канале «France 4» в 20:35, собрав аудиторию в 453 тысячи зрителей.
В России эпизод был показан 12 июля 2012 года на канале «Syfy» под названием «В последний момент», а затем, 26 августа 2012 года, и на федеральном телеканале «Карусель» как «Одиннадцатый час».

### «Зовите меня Доктор»
Зовите меня Доктор (англ. Call Me the Doctor) — первая серия пятого сезона документального сериала «Доктор Кто: Конфиденциально», посвящённая съёмкам «Одиннадцатого часа» и Мэтту Смиту в качестве нового Доктора. «Зовите меня Доктор» вышла сразу после окончания «Одиннадцатого часа» на телеканале «BBC Three». История, рассказанная Алексом Прайсом, сопровождалась видеозаписями с разных этапов съёмочного периода и интервью с актёрами и создателями сериала — Стивеном Моффатом, Мэттом Смитом, Карен Гиллан, Адамом Смитом и т. д. Длительность серии — 45 минут.

### Выпуск на DVD и Blu-ray.«Тем временем в ТАРДИС»
На DVD и Blu-ray серия вышла во 2-м регионе 7 июня 2010 года вместе с «Победой далеков» и «Зверем внизу». 8 ноября серия вышла в составе выпуска с полным пятым сезоном на DVD.
Тем временем в ТАРДИС (англ. Meanwhile in the TARDIS) — дополнительный мини-эпизод «Доктора Кто», вышедший только на DVD с полным пятым сезоном сериала. События «Тем временем в ТАРДИС» разворачиваются в промежутке между «Одиннадцатым часом» и «Зверем внизу». Эми впервые на борту ТАРДИС, она задаёт Доктору вопросы об этой машине времени и о нём самом.

## Критика
| Рейтинги            | Рейтинги |
| Издание             | Оценка   |
| ------------------- | -------- |
| IGN                 | [ 74 ]   |
| SFX                 | [ 75 ]   |
| The A.V. Club       | A -      |
| LastBroadcast.co.uk | [ 77 ]   |
| Zap2it              | A+       |
| Digital Spy         | [ 79 ]   |

Серия вызвала весьма положительную реакцию в прессе. В большинстве рецензий было отдано должное сценарию Стивена Моффата, актёрской игре Мэтта Смита («он присвоил себе шоу») и Карен Гиллан. Большая часть критиков посчитала удачной шуткой реплику Доктора «Ты шотландка. Пожарь что-нибудь!» (англ. «You’re Scottish. Fry something!»).
По мнению Синклер Маккей из «The Mail on Sunday», премьера пятого сезона сериала — это «наиболее ожидаемое телесобытие года». Маккей понравилось, что первые 20 минут серии были отданы новому Доктору для осознания своего нового тела и характера в отличие от предыдущей регенерации, когда свежерегенерировавший Доктор «провалялся в постели» почти всю историю (см. «Рождественское вторжение»). В целом журналист остался доволен серией. 

Эпизод полон шуток и фантастических ощущений. Но ещё осталось это обнадёживающее сочетание настойчивого британского духа, причудливости и жутковатости.— Синклер Маккей, «The Mail on Sunday»
 Бенджи Уилсон из «The Daily Telegraph» назвал сюжет «предсказуемо „бредовым“» и похвалил Стивена Моффата за идею использующего людские тела монстра, которая позволила избежать длинных сцен с низкобюджетной компьютерной графикой, тем самым «превратив недостатки в достоинства». Сцена с Атракси на крыше больницы, по словам Уилсона, ещё раз подчеркнула, что «у Земли есть как минимум один вечный защитник». Несмотря на то что Дэниэла Мартина из «The Guardian» не зацепила ключевая фраза одиннадцатого Доктора — «Джеронимо!», телекритик всё равно назвал «Одиннадцатый час» «абсолютным триумфом», особо отметив сценарий, в котором регенерации не уделяется очень много времени — перерождению главного героя посвящена лишь «смешная сцена на кухне». Патрик Малкерн из «Radio Times» отметил юмористические моменты и диалоги, а также красочную, по его мнению, работу режиссёра. Угроза Атракси, критик признался, не сбила его с толку, однако сцену на крыше больницы Патрик назвал символичной. В целом рецензент охарактеризовал «Одиннадцатый час» как «сказку на ночь, обращающуюся к ребёнку в каждом из нас».
«Zap2it» опубликовал две рецензии на серию.
- Пол Кертон назвал историю, рассказанную в эпизоде, «лёгкой», а также «забавной, умной и интересной», но вместе с тем «отнюдь не самой сильной из написанных Моффатом». Рецензент хвалил режиссёра серии Адама Смита за красочность и «несколько визуально приятных моментов». Несмотря на своё недовольство низкокачественными спецэффектами и лёгкостью изложения, критик решил, что «Одиннадцатый час» — одна из лучших открывающих сезон серий возрождённого шоу[84].
- Обзор Сэма Макферсона, по его же словам, был сделан с «американской» точки зрения. Критик присвоил серии оценку «A+»[78].

Мэтт Уэльс из «IGN» оценил серию на 8,0 баллов из 10 («Великолепно»). В своём обзоре он отдал должное изменениям в сериале, назвал сценарий «умным», «типично моффатовским — жутким, затягивающим с первых минут». Не остались без внимания музыкальное сопровождение и режиссура (в ней рецензент обнаружил влияние работ Тима Бёртона и общий настрой, соответствующий эпитету «тёмная сказка»). С другой стороны, Уэльс был недоволен «отвисшей» средней частью и низким качеством компьютерной графики. Дэйв Голдер из «SFX» посчитал, что эпизод достоин 5 звёзд из 5 возможных. По его наблюдениям, после крупных перемен в сериале появился «новый причудливый аромат». Обозреватель выдвинул теорию, что название деревушки («Leadworth») — анаграмма, значение которой — «Doctor Who tale». 

Этот эпизод прекрасно показывает, как дети воспринимают Доктора — как кого-то между Санта-Клаусом и воображаемым другом, обедающим, словно он король рыбных палочек и заварного крема.— Дэйв Голдер, «SFX»
Кейт Фиппс из «The A.V. Club» присвоила эпизоду рейтинг «A-» (тогда как сообщество интернет-ресурса оценило историю на более низкий балл — «B+»). По мнению критика, рассматриваемая история — не исключение из череды традиционно сильных сценариев Стивена Моффата. Кроме того, рецензент хвалит сценариста как за порой неожиданные перемены в сериале, так и за связь с классическими эпизодами. Морган Джеффри из «Digital Spy», составляя рейтинг лучших телешоу 2011 года, поставил «Доктора Кто» на 8-е место с замечанием, что «ничто так и не затмило „Одиннадцатый час“ — всё ещё лучший час Смита и Моффата», несмотря даже на выход 6-го сезона сериала. По результатам опроса посетителей ресурса «Digital Spy», состоявшегося сразу после премьеры серии, эпизод получил рейтинг 8,7 из 10. Группа редакторов из «Den of Geek» включили серию в список лучших телевизионных эпизодов 2010 года. Критики выбрали «Одиннадцатый час» из числа других, по их мнению, удачных серий 5-го сезона: «Время ангелов»/«Плоть и камень», «Выбор Эми» и «Пандорика открывается»/«Большой взрыв». Саймон Брю (также из «Den of Geek») хвалил серию, хоть и посчитал, что она «была не совершенной». Критику понравилась манера, с какой Стивену Моффату удалось сжать сценарий, достойной истории из двух 45-минутных эпизодов, в рамки часа. Морин Райан из «The Chicago Tribune» отметил соответствие эпизода своей сущности — быть вступлением нового сезона, новой эры телешоу. Критик тем не менее настороженно отнеслась ко «временами даже излишнему количеству шуток» в серии и заключила, что Атракси, как монстр и антагонист, — «тревожно невыразительный и совершенно неинтересный».
Чарли Джейн Андерс, обозреватель «io9», не избежав сравнения первого эпизода эры Рассела Т. Дэвиса («Роза») и «Одиннадцатого часа», как первой серии эры Стивена Моффата, отметила, что в качестве «часа телевизионный драмы» выигрывает «Роза», однако «Одиннадцатый час» — «гораздо более умная серия, особенно с точки зрения взаимоотношений Доктора и его компаньона». Разговор одиннадцатого Доктора с Атракси очень напомнил критику похожую речь только что регенерировавшего десятого Доктора в «Рождественском вторжении». Кроме того, Эми Понд и соответствующая сюжетная линия показались Андерс схожими с также моффатовской серией «Девушка в камине».

### Актёрская игра
Синклер Маккей («The Mail on Sunday») окрестила Эми Понд «гламурной» спутницей. Критик обратил внимание на игру Мэтта Смита с его «внезапными вспышками вдохновения» и «подвижным лицом» и тот факт, что к последней сцене «забыл о его прославленном предшественнике», в конце концов придя к заключению, что новый Доктор вполне может стать одним из лучших Повелителей Времени в истории шоу. Бенджи Уилсон («The Daily Telegraph») поприветствовал, по его мнению, созданного для роли Доктора Мэтта Смита, но выразил недовольство новым костюмом главного героя. Карен Гиллан тоже стала приятным сюрпризом для рецензента, вызвав у Уилсона «недоумение, ужас и одновременно восторг». 

Было смешно, но всё нормально: безумец, пришелец, абсолютно новый, но очень старый. 5+ за подбор актёров, 5+ Смиту.— Бенджи Уилсон, «The Daily Telegraph»
 Дэниэл Мартин («The Guardian»), напротив, похвалил одеяние Мэтта, в котором он предстал перед зрителями в кульминационной сцене. Журналист сравнил героиню Карен Гиллан с Розой Тайлер, найдя при этом некоторые сходства между двумя спутницами Повелителя Времени и дав характеристику новому персонажу; Эми, по мнению Мартина, «импульсивна», в её характере есть «кое-что от плохой девочки». Патрик Малкерн («Radio Times») нашёл Мэтта Смита, несмотря на его молодость, «воплощающим наш древний идеал, „безумца с будкой“». Наиболее очаровательными моментами эпизода Малкерн посчитал элементы линии Эми и Доктора.
Пол Кертон («Zap2it») заявил, что не сомневался в способностях Мэтта Смита сыграть Доктора, дав характеристику его манере исполнения: «Смит сумел смешать эксцентричность Второго и Четвёртого Докторов c чудачеством Девятого и Десятого, вместе с тем добавив оригинальные черты». Карен Гиллан с её «увлекательной», по мнению Кертона, игрой «показала, что она из тех актрис, которые идут гораздо дальше в своей творческой карьере». Сэм Макферсон (также из «Zap2it») отметил, что какими бы не были прошлые инкарнации главного героя, Мэтт Смит с первой же полной серии стал для него настоящим Доктором — «Смит просто присвоил себе эту роль». Мэтт Уэльс («IGN») посчитал так же: по его словам, Мэтт Смит «забрал» шоу себе, затмив именитого предшественника — «Теннант Кто?». Уэльс считает, что Карен Гиллан и её красивый, но напористый персонаж вписались в атмосферу проекта. Дэйв Голдер («SFX») не обошёл вниманием понравившиеся дебюты серии (Смит и Гиллан), найдя характеры Доктора и Эми «потрясно контрастными». Кейт Фиппс («The A.V. Club») высоко оценила игру Мэтта Смита, но вместе с тем так и не поняла, «что разделяет личности Одиннадцатого и Десятого Докторов». Тезис о том, что «Эми и Доктор смотрятся вместе», критик сопроводил размышлениями на тему отношений между Докторами и их спутниками. Саймон Брю («Den of Geek») отметил, что Мэтт Смит напоминает Дэвида Теннанта в первые его дни в шоу. Такую же оценку Смиту дал Майк Хэйл из «New York Times», назвав игру Мэтта слишком похожей на манеру Теннанта, и резюмировал, что новому актёру «необходимо сформировать своё видение, прочтение образа». Эндрю Элиен («LastBroadcast») провёл некоторые аналогии с классическим «Доктором Кто». Так, Эми Понд была названа «девушкой из „Доктора Кто“ в стиле семидесятых». В обзоре были проведены параллели между Одиннадцатым и Вторым Докторами. Чарли Джейн Андерс («io9») в числе прочих обозревателей похвалила игру Мэтта Смита и Карен Гиллан. В отношении последней критик заметила, что актрисой было достигнуто «правильное сочетание живости и стремительности».
За игру в «Одиннадцатом часе» Мэтт Смит был номинирован на получение «Национальной телевизионной награды» (англ. «National Television Award») за 2010 год как «Лучший актёр в драматическом сериале», однако не победил.

### Сексуальный подтекст
Некоторые зрители критиковали Эми Понд за сексуальный подтекст, неприемлемый, по их мнению, для семейного шоу. Карен Гиллан в ответ на такую критику заявила, что девушки возраста Эми очень часто носят короткие юбки, в то время как исполнительный продюсер проекта Пирс Венджер среагировал иначе:

Задумка сделать Эми киссограммой вполне вписалась в желание Стивена Моффата получить смелого и откровенного спутника. Эми — практически самый «дикий» компаньон, с которым Доктор когда-либо путешествовал, но это вовсе не значит, что она — случайный попутчик.— Пирс Венджер, в интервью «The Daily Telegraph»
Однако пресса отозвалась об образе Эми более спокойно. Синклер Маккей («The Mail on Sunday») в своём отзыве отшутился, заметив, что «в отличие от предыдущих компаньонов Доктора, Эми — киссограмма», тогда как Бенджи Уилсон («The Daily Telegraph») с иронией окрестил специализацию Эми «стриппограммой». Патрик Малкерн («Radio Times») указал в своей рецензии, что Карен Гиллан обладает в её полицейском наряде «необузданной сексуальностью». Дэйв Голдер («SFX») отделался намёком: «У неё есть ноги — и она знает, как ими пользоваться».

### Комментарии
1. 1 2 3 4  Став взрослой девушкой, Эми отрекается от своего полного имени Амелия, посчитав его «слишком сказочным», в пользу сокращённой формы — Эми.
2. 1 2  Актёры, играющие Рори Уильямса (Артур Дарвилл) и маленькую Амелию Понд (Кейтлин Блэквуд), несмотря на свою значимость для сюжета, не были указаны в открывающих титрах серии как спутники.
3. ↑  По информации «Doctor Who Magazine», более точная продолжительность серии составляет 64 минуты 28 секунд[1].
4. ↑  Согласно внутренней терминологии сериала, фильтр восприятия — это приспособление, вызывающее явление, при котором скрытый этим фильтром объект виден, но не заметен, не привлекает внимания.
5. ↑  Плохой Волк — сюжетная арка первого сезона (2005 год) обновлённого «Доктора Кто».
6. ↑  «„Трещины во вселенной“, „Тишина наступит“ — мы предупреждены. Что же имелось в виду? … Это и называют „мифами“. Или мы просто следуем старому (ещё со времён „Плохого Волка“[комм. 5]) принципу смотреть на вещи, какие они есть?» — замечает Саймон Брю («Den of Geek»)[8]. Чарли Джейн Андерс («io9») назвала трещины во вселенной «крупнейшей загадкой сезона» и посвятила им свой обзор 6-го эпизода 5-го сезона («Плоть и камень»). Уже тогда осознавая «важность Эми для вселенной», обозреватель задала несколько вопросов касательно «Одиннадцатого часа»: «Почему не было уток в пруду для уток в Лидворте? Что-то их испугало? Их „съела“ трещина?»[9].
7. ↑  Ранее работала с режиссёром серии Адамом Смитом в британской мыльной опере «Жители Ист-Энда», что стало определяющим фактором в ходе кастинга[30], хотя первоначально Стивен Моффат представлял себе персонажа Нины мужчиной[25].
8. ↑  Чарли Джейн Андерс («io9») озаглавила свой обзор схожим образом — «Дэвид кто? Мэтт Смит — Доктор»[88].
9. ↑  Киссограмма — послание-поцелуй. По сценарию, выросшая Амелия Понд доставляла поцелуи на вечеринки, одеваясь в разные костюмы. Так, во время первой встречи Доктора и Эми в 2008 году последняя была в образе женщины-полицейского.

### Локации
1. ↑  Дом священника; The Vicarage, Lawn Terrace, Rhymney, Gwent, NP22 5LL: 51°45′33″ с. ш. 3°17′09″ з. д.HGЯO
2. ↑  Больница Святого Кадока; St Cadoc’s Hospital, Lodge Road, Caerleon, Gwent, NP18 3XQ:51°36′46″ с. ш. 2°57′59″ з. д.HGЯO
3. ↑  Госпиталь Абертиллери; Abertillery Hospital, Pendarren Road, Aberbeeg, Abertillery, NP13 2XA:51°42′31″ с. ш. 3°08′56″ з. д.HGЯO
4. ↑  Промзона «Мамгилад Парк»; Mamhilad Park Industrial Estate, Pontypool, Wales:51°43′01″ с. ш. 3°00′03″ з. д.HGЯO
5. ↑  The Cathedral Green, Llandaff, Cardiff:51°29′44″ с. ш. 3°13′10″ з. д.HGЯO
6. 1 2  Лландаффский собор; Llandaff Cathedral, The Cathedral Green, Llandaff, Cardiff: 51°29′45″ с. ш. 3°13′05″ з. д.HGЯO
7. ↑  Белый дом; The White House, 11 The Cathedral Green, Llandaff, Cardiff, CF5 2EB: 51°29′43″ с. ш. 3°13′08″ з. д.HGЯO